# Округ Френклин (Масачусетс)
Округ Френклин (енгл. Franklin County) је округ у америчкој савезној држави Масачусетс.

## Демографија
По попису из 2010. године број становника је 71.372, што је 163 (-0,2%) становника мање него 2000. године.
| Група             | 2000.          | 2010.          |
| Белци             | 67.518 (94,4%) | 65.978 (92,4%) |
| Афроамериканци    | 637 (0,9%)     | 796 (1,1%)     |
| Азијати           | 741 (1,0%)     | 895 (1,3%)     |
| Хиспаноамериканци | 1.425 (2,0%)   | 2.250 (3,2%)   |
| Укупно            | 71.535         | 71.372         |